# Acanthurus
Acanthurus é um gênero de peixes da família Acanthuridae, popularmente conhecidos como peixe-cirurgião que são bastante populares em aquário em possuem cores brilhantes. Os peixes-cirurgião do gênero Acanthurus são encontrados em recifes de coral de todos os oceanos, sendo especialmente abundantes em espécies na região do Indo-Pacífico, onde algumas espécies nadam em grandes cardumes ou vivem solitários em territórios.

## Descrição
Os peixes do gênero Acanthurus possuem corpos de forma oval e possuem cores vibrantes. A principal característica destes peixes é a presença de um par de perigosos e afiados espinhos no pedúnculo caudal, que geralmente se confunde com a coloração do animal, já em algumas espécies o esporão apresenta uma cor diferenciada.
A maioria das espécies mede entre quinze e cinquenta centímetros de comprimento.
Algumas espécies possuem lindos padrões de desenhos, linhas e listras como o "Acanthurus sohal", que habita os recifes de coral do Mar Vermelho.

## Espécies
Atualmente, existem 41 espécies reconhecidas neste gênero:
- Acanthurus achilles G. Shaw, 1803

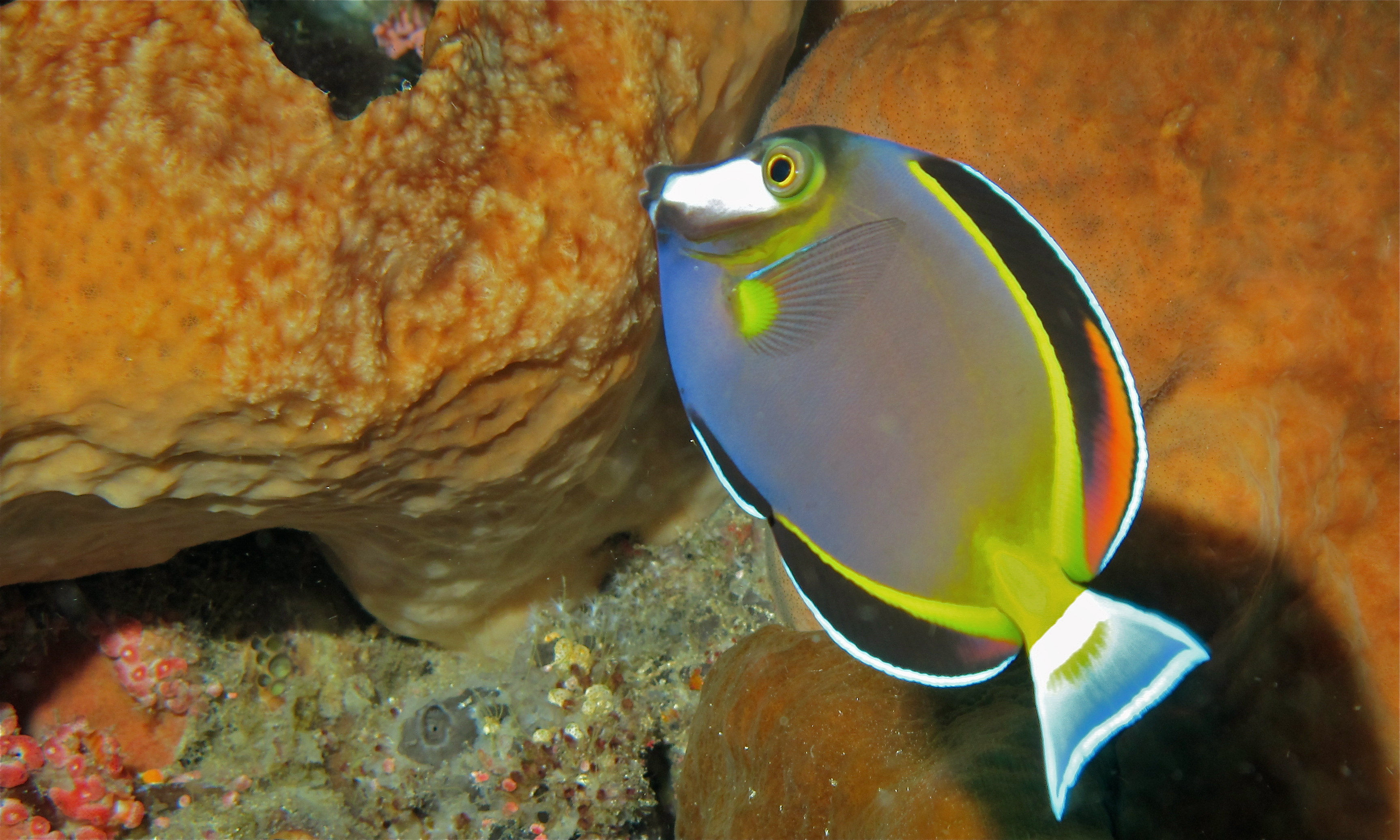
Acanthurus japonicus

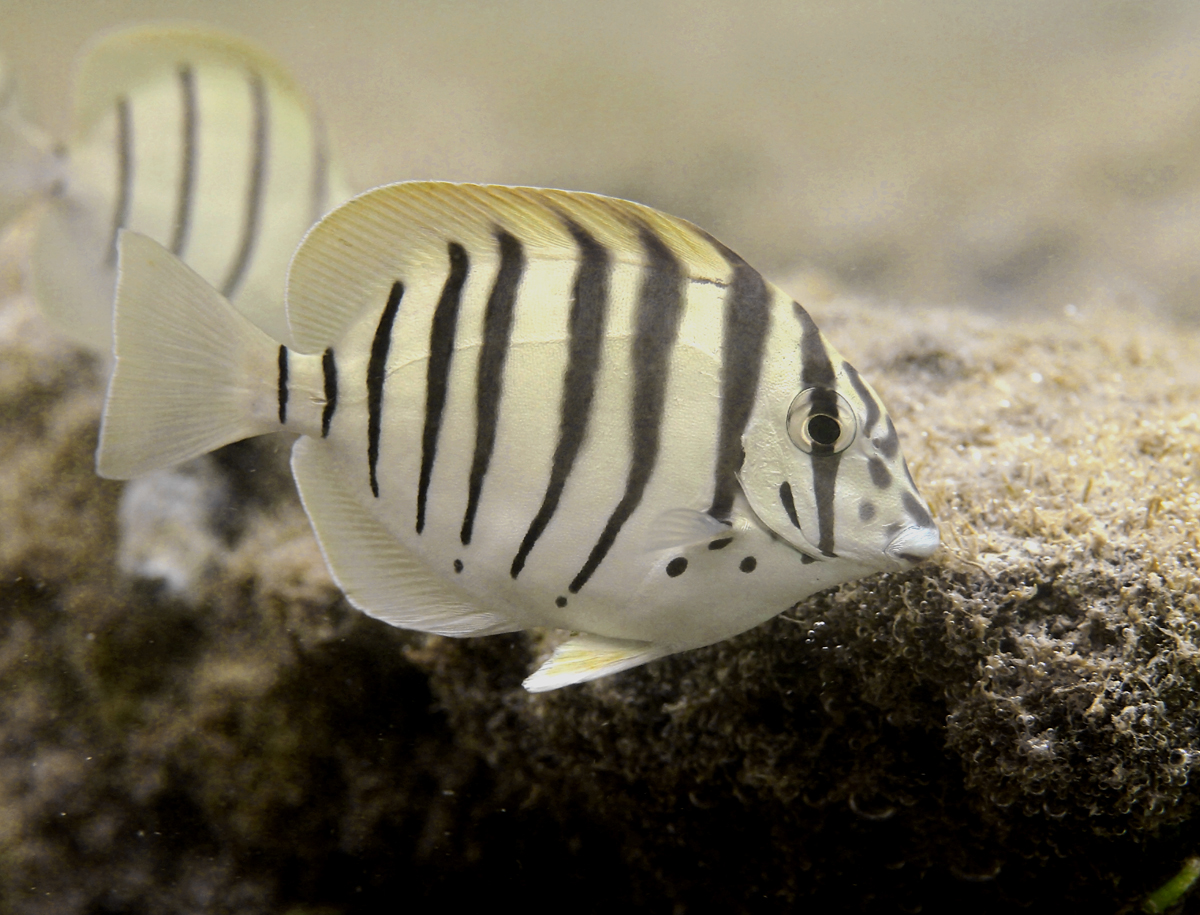
Acanthurus polyzona

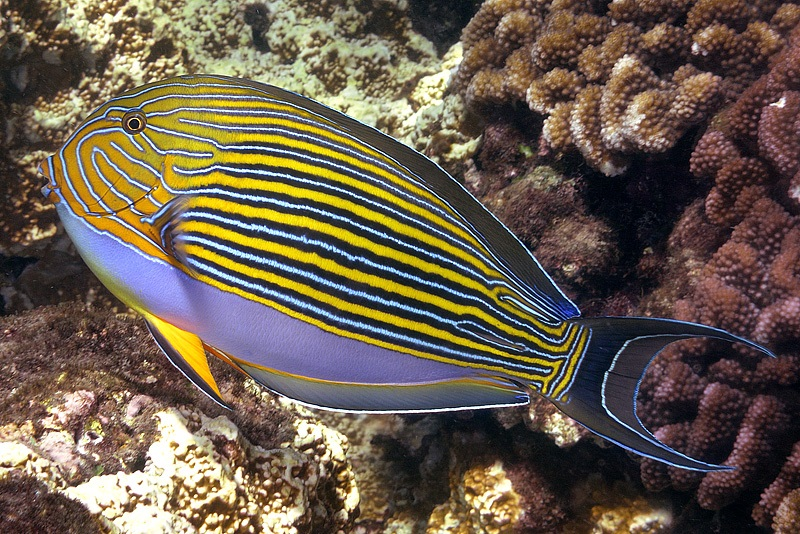
Acanthurus lineatus

- Acanthurus albimento K. E. Carpenter, J. T. Williams & M. D. Santos, 2017[5]
- Acanthurus albipectoralis G. R. Allen & Ayling, 1987
- Acanthurus auranticavus J. E. Randall, 1956
- Acanthurus bahianus Castelnau, 1855
- Acanthurus bariene Lesson, 1831
- Acanthurus blochii Valenciennes, 1835
- Acanthurus chirurgus (Bloch, 1787)
- Acanthurus chronixis J. E. Randall, 1960
- Acanthurus coeruleus Bloch & J. G. Schneider, 1801
- Acanthurus dussumieri Valenciennes, 1835
- Acanthurus fowleri de Beaufort, 1951
- Acanthurus gahhm (Forsskål, 1775)
- Acanthurus grammoptilus J. Richardson, 1843
- Acanthurus guttatus J. R. Forster, 1801
- Acanthurus japonicus (P. J. Schmidt, 1931)
- Acanthurus leucocheilus Herre, 1927
- Acanthurus leucopareius (O. P. Jenkins, 1903)
- Acanthurus leucosternon E. T. Bennett, 1833
- Acanthurus lineatus (Linnaeus, 1758)
- Acanthurus maculiceps (C. G. E. Ahl, 1923)
- Acanthurus mata (G. Cuvier, 1829)
- Acanthurus monroviae Steindachner, 1876
- Acanthurus nigricans (Linnaeus, 1758)
- Acanthurus nigricauda Duncker & Mohr, 1929
- Acanthurus nigrofuscus (Forsskål, 1775)
- Acanthurus nigroris Valenciennes, 1835
- Acanthurus nigros Günther, 1861[6]
- Acanthurus nubilus (Fowler & B. A. Bean, 1929)
- Acanthurus olivaceus Bloch & J. G. Schneider, 1801
- Acanthurus polyzona (Bleeker, 1868)
- Acanthurus pyroferus Kittlitz, 1834
- Acanthurus randalli J. C. Briggs & D. K. Caldwell, 1957
- Acanthurus reversus J. E. Randall & Earle, 1999
- Acanthurus sohal (Forsskål, 1775)
- Acanthurus tennentii Günther, 1861
- Acanthurus thompsoni (Fowler, 1923)
- Acanthurus tractus F. Poey, 1860[7]
- Acanthurus triostegus (Linnaeus, 1758)
- Acanthurus tristis J. E. Randall, 1993
- Acanthurus xanthopterus Valenciennes, 1835